# Geen hype
Geen hype is een lied van de Nederlandse rapper JoeyAK in samenwerking met de rappers Kevin en Lil' Kleine. Het werd in 2021 als single uitgebracht en stond in hetzelfde jaar als derde track op het album Bodemboy van JoeyAK.

## Achtergrond
Geen hype is geschreven door Julien Willemsen, Joèl Hoop, Jorik Scholten en Kevin de Gier en geproduceerd door Jack $hirak. Het is een nummer uit het genre nederhop. In het nummer zingen de artiesten over hun carrière en dat zij niet een kortstondige populariteit hebben, maar een vaste naam in de scene zijn. De single heeft in Nederland de gouden status.
Het is de eerste keer dat JoeyAK met beide rappers samenwerkt. Kevin en Lil' Kleine hadden samen met Chivv de hit Beetje moe. JoeyAK en Kevin herhaalden in 2023 hun samenwerking op Kipstraat en JoeyAK en Lil' Kleine werkten nogmaals samen op Jongens van plein en Schaap & Citroen.

## Hitnoteringen
De rappers hadden verschillend succes met het lied in de Nederlandse hitlijsten. In de Single Top 100 piekte het op de zevende plaats en was het tien weken te vinden. Er was geen notering in de Top 40, maar het kwam tot de negende plaats van de Tipparade.